# De Slenk (natuurreservaat)
De Slenk is een nieuw ontwikkeld natuurreservaat gelegen op landgoed Oostermaat bij Lettele in de Nederlandse gemeente Deventer. Het is eigendom van de Stichting IJssellandschap en kreeg in 1994 de status van beschermd natuurmonument. In de Wet natuurbescherming van 2017 komt dit begrip niet meer voor.
Het reservaat is bijna acht hectare groot, het ligt langgerekt in een oost-west oriëntatie. Er zijn vrij veel hoogteverschillen. Het deel dat bestaat uit een laagte tussen twee zandruggen stond vroeger in de winter vaak onder water. Eeuwenlang werd het gebruikt als hooiland met nabeweiding. Rond 1900 stopte dit gebruik waarna het beekdalachtige gebied dichtgroeide met berk, els en vooral Amerikaanse vogelkers.

## Ontginning
In het Europese Natuurbeschermingsjaar 1970 zocht de afdeling Deventer van de Koninklijke Nederlandse Natuurhistorische Vereniging (KNNV), een organisatie wiens leden zich vooral bezighouden met natuurstudie, een object voor praktische natuurbescherming. Hun oog viel op dit onderdeel van het veel grotere landgoed. Begonnen werd met het rooien van de dominante begroeiing van Amerikaanse vogelkers. Nadat de potentiële kwaliteiten van het stukje landgoed duidelijker werden besloot de natuurwerkgroep in overleg met de eigenaar de laagte om te vormen tot beekdalreservaat. Begonnen werd met het rigoureus verwijderen van vogelkers, berk en grove den. Stelselmatig weghalen van opslag en zaailingen maakte dat deze soorten zich niet opnieuw massaal vestigden. Het maai- en afvoerregime dat voor de grazige delen sindsdien geldt zorgde voor een sterke verschaling die gunstig was voor de biodiversiteit. Door op de hogere delen van het gebied plaatselijk grond af te plaggen kreeg vegetatie van struikheide gelegenheid zich uit te breiden. Anno 2022 bestaat De Slenk uit schrale vochtige weiden van dotterbloemhooiland, een heideveldje, een poel en boomgroepen.

## Resultaat
Het resultaat is een gebied dat qua flora en fauna dat nog het meeste weg heeft van een uitgestrekte bosweide met witbolgrasland en dotterbloemgrasland. De afwisseling in terreingesteldheid; zand en leem, droog en nat, grasland en struweel met hier en daar een boom, biedt een grote variatie aan leefgebieden voor planten, insecten, zoogdieren en paddenstoelen. Vele soorten kunnen er een geschikte plek vinden. De afwisseling van terreintypen en de overgangen daartussen schiep de voorwaarde voor het bestaan van een soortenrijkdom die zich in loop van de jaren ontwikkeld heeft. In het aanwijzingsbesluit van de minister staat hierover vermeld:
In het voorjaar en de zomer oogt de bosweide bijzonder fraai door een enorme bloemenpracht. De kleurschakeringen en de kleinschalige afwisseling van grasland, struweel en bosschages vormen een contrast met de vrij monotone bosopstanden, die een groot deel van het beschermd natuurmonument omgrenzen.
Plantensoorten die de aandacht trekken in De Slenk zijn onder meer addertong, grote keverorchis en wateraardbei en dubbelloof. Door de aanwezigheid van een populatie van de zeldzame en kwetsbare aardbeivlinder is het reservaat voor deze vlinder landelijk van belang. Bij het enige stukje loofbos voelt de kleine ijsvogelvlinder zich thuis. De levendbarende hagedis wordt met enige regelmaat gezien. Het gebied is verder rijk aan paddenstoelen, een typische soort die in het schrale grasland veel voorkomt is het felrode gewoon vuurzwammetje.
De status van beschermd natuurmonument kwam bij het ingaan van de Wet natuurbescherming in 2017 te vervallen. Omdat landgoed Oostermaat deel uitmaakt van Natuurnetwerk Nederland bleef instandhouding verzekerd.

## Beheer
Het terreinbeheer is er op gericht de diversiteit die tot ontwikkeling is gekomen in stand te houden. Hoewel het gebied van oudsher grotendeels wordt omgeven door een veekering in de vorm van een houtwal met greppel wordt om praktische en ecologische redenen niet gekozen voor begrazen. Het jaarlijks maaien van de graslanden wordt door IJssellandschap in eigenbeheer uitgevoerd. Om de verdrogingsproblematiek te verminderen is het door het gebied lopende watergangetje gedempt met fijn zand zodat kwel- en hemelwater langer aanwezig blijft.
Handmatig beheerwerk, zoals het verwijderen van opslag van bomen en struiken, wordt uitgevoerd door vrijwilligers. Werkzaamheden van grotere schaal zoals maaien en dergelijke worden steeds meer door gemechaniseerde professionelen overgenomen. Onderzoek naar de natuurontwikkeling is vanaf het ontstaan van het reservaat door leden van KNNV-Deventer gedaan. De uitkomsten laten zien of het beheer het gewenste resultaat heeft en dienen als leidraad voor de toekomst.

## Toegankelijkheid
Het gebied zelf is niet toegankelijk voor bezoekers, maar een wandeling over het er langs liggende pad geeft een indruk van het geheel. Informatie ter plaatse wordt verstrekt door middel van een opgesteld paneel. Af en toe zijn er excursies door De Slenk.